# OpenSearch (Software)
OpenSearch ist ein Fork der Suchmaschine Elasticsearch und der dazugehörigen Analyseplattform Kibana. Der Fork von Kibana wird als OpenSearch-Dashboards bezeichnet. 
Das Projekt wurde im Frühjahr 2021 gestartet. Unterstützer des Forks sind neben AWS auch Capital One, Logz.io, Red Hat und SAP.

## Geschichte
Elasticsearch und Kibana standen als freie Software unter der Apache-Lizenz. Der ursprüngliche Entwickler von Elasticsearch, Elastic, wechselte mit der Version 7.11 die Lizenz zu einem eigenen Modell (SSPL), welches unter anderem die Vermarktung von Elasticsearch von Cloud-Providern als eigenen Dienst untersagt.

### OpenSearch
OpenSearch entstand als Fork von Elasticsearch. Es ist eine auf Lucene basierende Suchmaschine. In diesem Fork wurden die IP-geschützten Teile von Elastic und die Telemetriefunktionen entfernt. Nach Angaben der Maintainer soll die Kompatibilität mit Elasticsearch erhalten bleiben.

### OpenSearch Dashboards
OpenSearch Dashboards startete als Fork von Elastic's Kibana. OpenSearch Dashboards steht ebenfalls unter der Apache-Lizenz.